# 勒费弗尔大道
勒费弗尔大道（法語：Boulevard Lefebvre）是法国巴黎十五区的一条街道。它是环城的元帅大道的一部分。

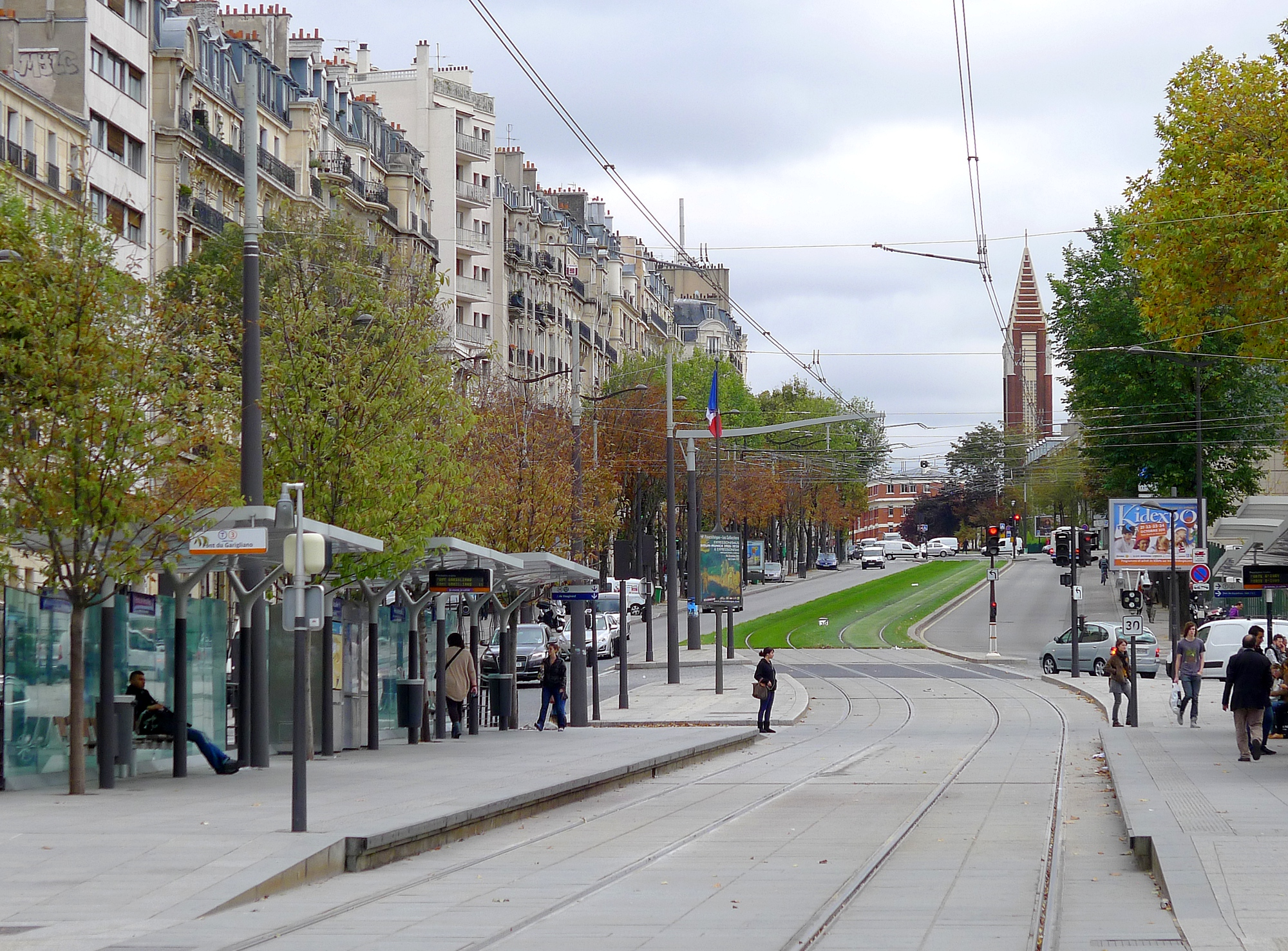
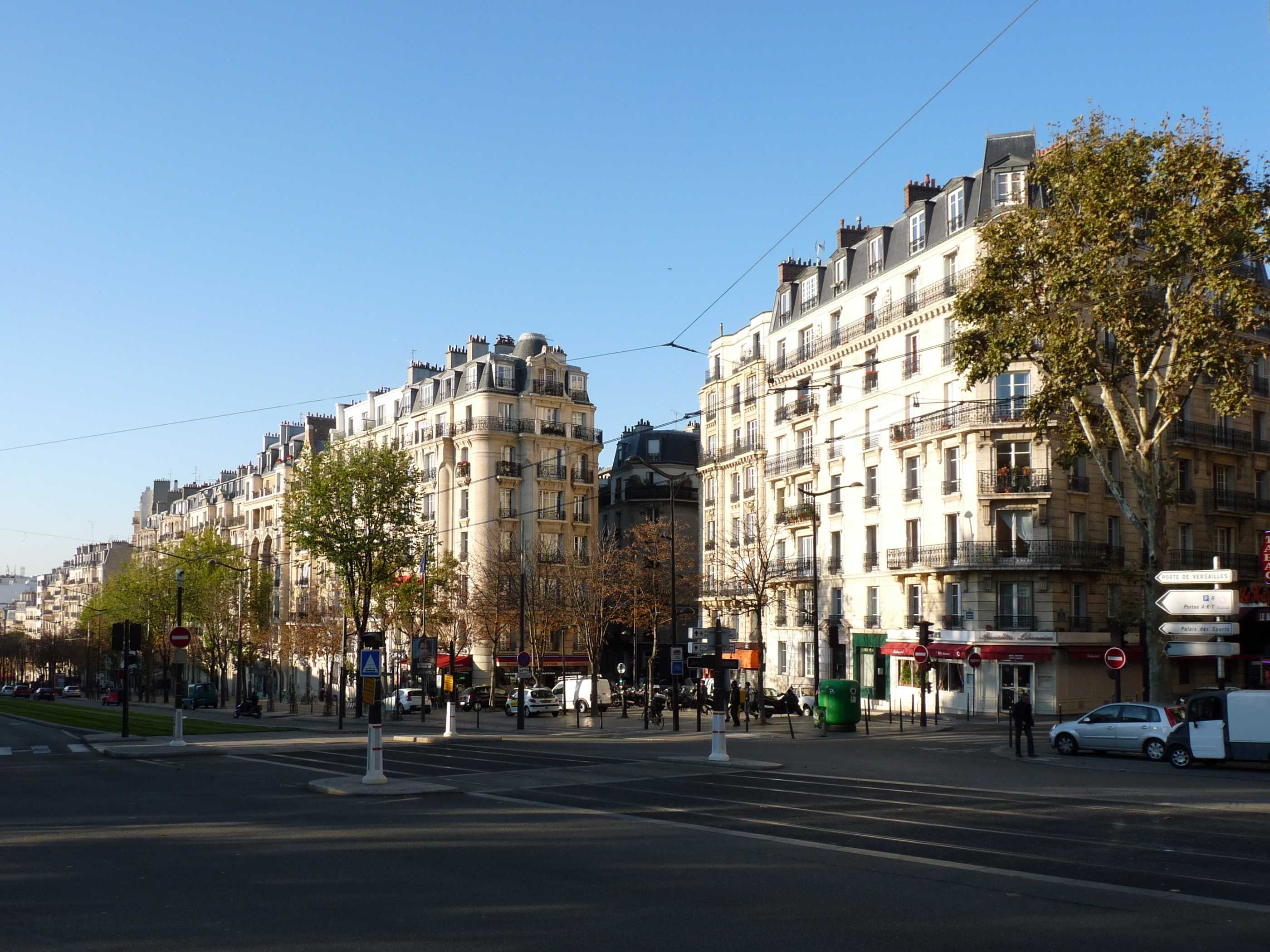
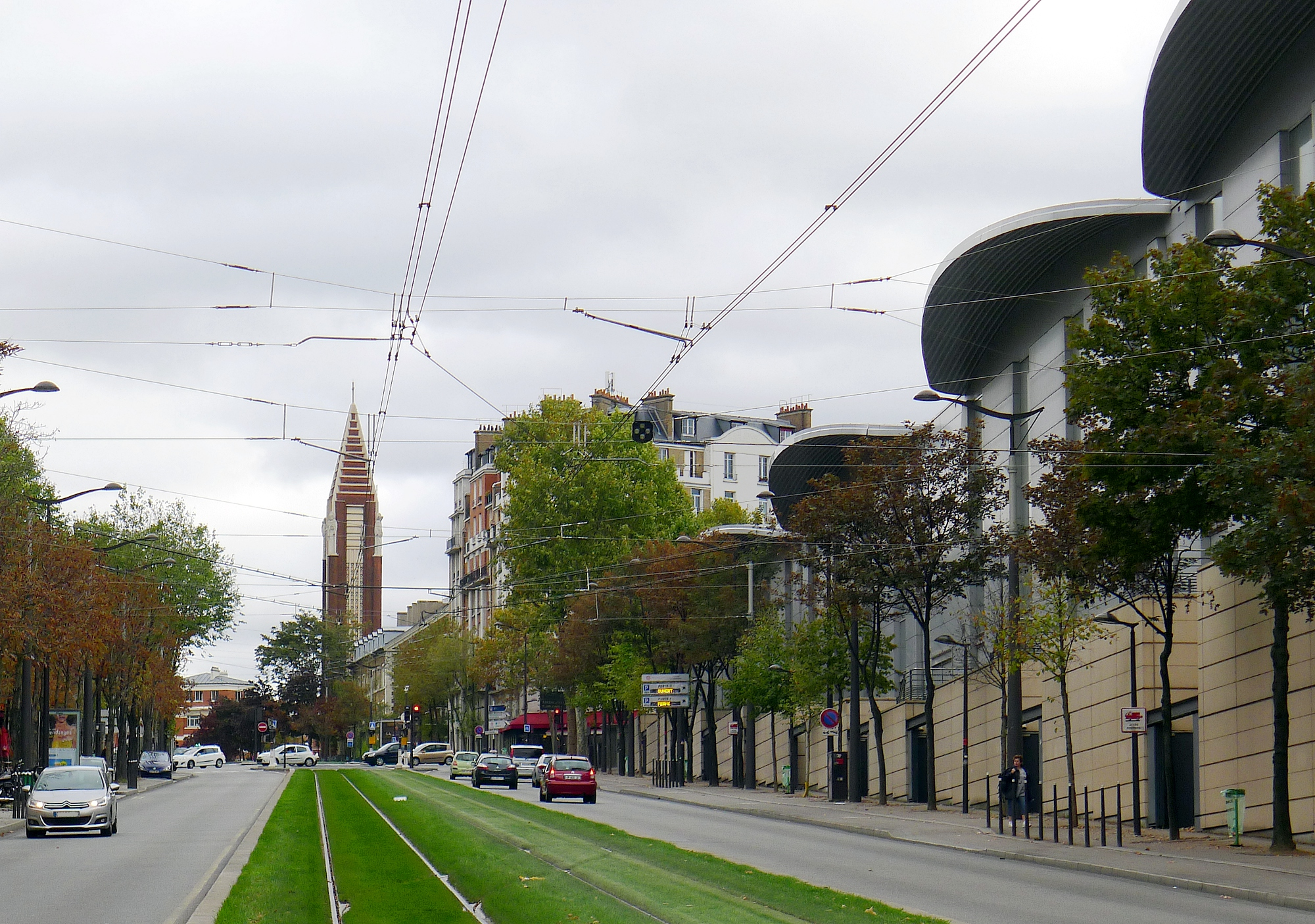
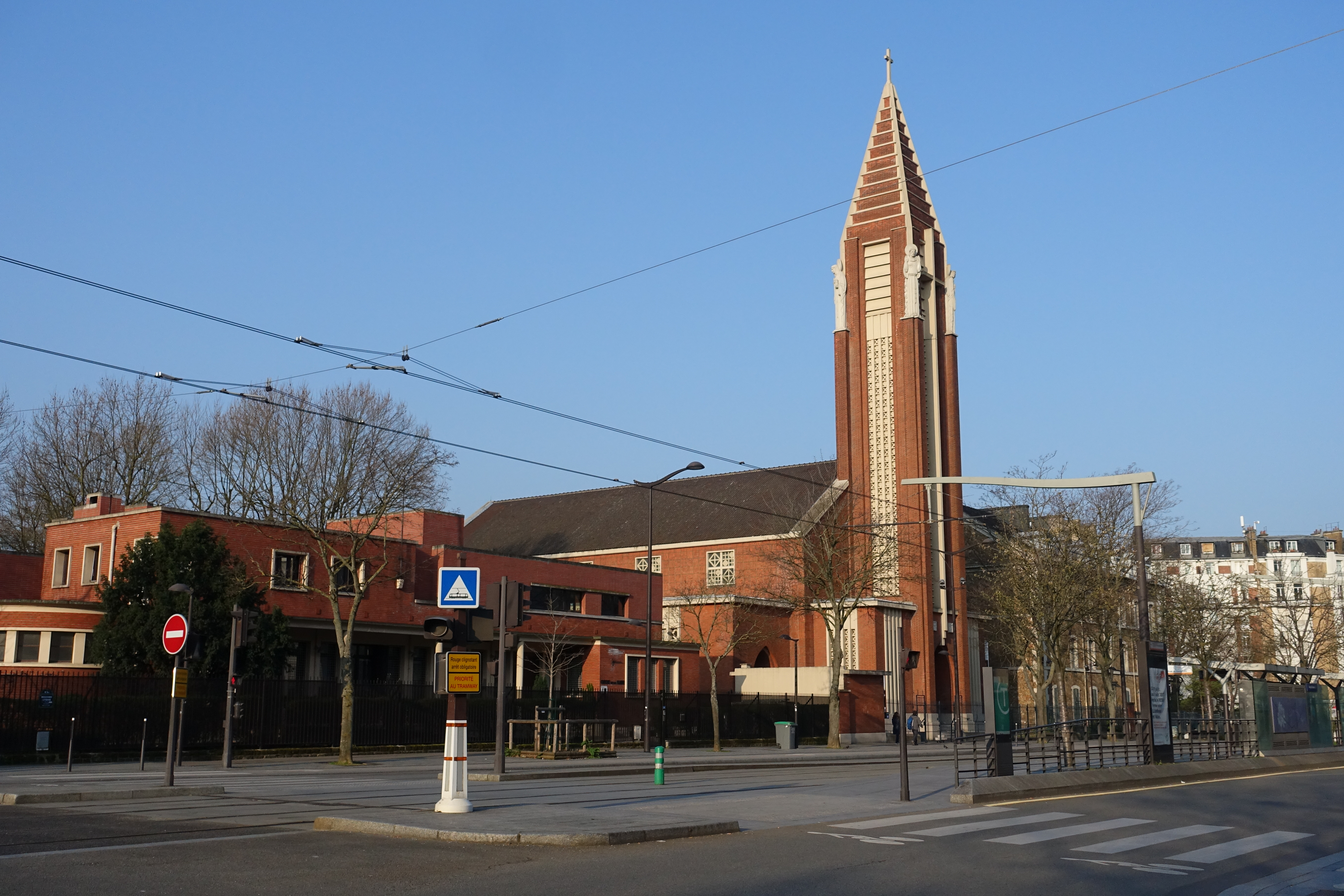
圣安多尼堂